# John Bowlby
Edward John Mostyn Bowlby (Londen, 26 februari 1907 - Skye, 2 september 1990) was een Britse psychiater die bekend is geworden door zijn theorieën over hechting tussen opvoeders en kinderen. Hij benadrukte het belang van een goede interactie tussen hen om een goede hechting tot stand te laten komen. Bowlby geloofde dat met name een sensitieve houding van de moeder voor de signalen van het kind een veilige hechting tot stand liet komen. De wijze waarop de hechting tot stand komt, heeft volgens hem een voorspellende waarde voor de emotionele ontwikkeling van een kind op latere leeftijd. Het niet-veilig gehecht zijn kan leiden tot verschillende moeilijkheden, zoals leerproblemen, problemen met zelfwaardering en eigenwaarde en moeite hebben met het aangaan van relaties.

## Biografie
Bowlby werd, als upper middle class kind, opgevoed door een kinderjuffrouw en zag zijn ouders zelden. Volgens de normen in die tijd zouden die hun kinderen toch maar te veel verwennen. Toen hij bijna vier was, verliet de kinderjuffrouw de familie, wat hij later beschrijft als een verlies zo groot als het verlies van een moeder. Op zijn zevende werd hij naar een kostschool gestuurd. Later schreef hij dat hij 'niet eens een hond naar een kostschool zou sturen op die leeftijd'. Vanaf zijn veertiende volgde hij een opleiding tot marineofficier bij het Royal Navy College in Dartmouth, maar hij wilde liever werk doen waar de hele samenleving wat aan had. Tussen 1925 en 1933 studeerde hij geneeskunde en psychologie aan het Trinity College (Cambridge) en het University College London. In 1928 en 1929 werkt hij op een school voor kinderen met onaangepast gedrag. Zijn begeleiders wezen Bowlby erop dat sommigen van hen problemen vertoonden doordat hun primaire opvoeders hen hadden verlaten. In 1933 kwalificeert hij zich als basisarts, in 1937 als psychoanalyticus en in 1940 als psychiater.
In 1938 werd Bowlby president van het Trinity College. In de Tweede Wereldoorlog dient hij als officier en daarna wordt hij onderdirecteur van een kliniek voor psychoanalyse in Londen. Vanaf 1950 werkt hij voor de Wereldgezondheidsorganisatie als adviseur geestelijke gezondheid. Hij pleitte er onder andere voor adoptie van zeer jonge kinderen zonder thuis. Vanwege zijn belangstelling voor kinderen die door hun primaire opvoeders waren verlaten gaat hij werken voor de Child Guidance Clinic in Londen. Daar werden onder meer kinderen opgevangen die hun ouders waren kwijtgeraakt in de oorlog. Zijn verdere professionele leven wijdt hij aan de ontwikkeling van de hechtingstheorie. In 1990 overlijdt Bowlby in zijn zomerhuis in Schotland.

## Hechtingstheorie

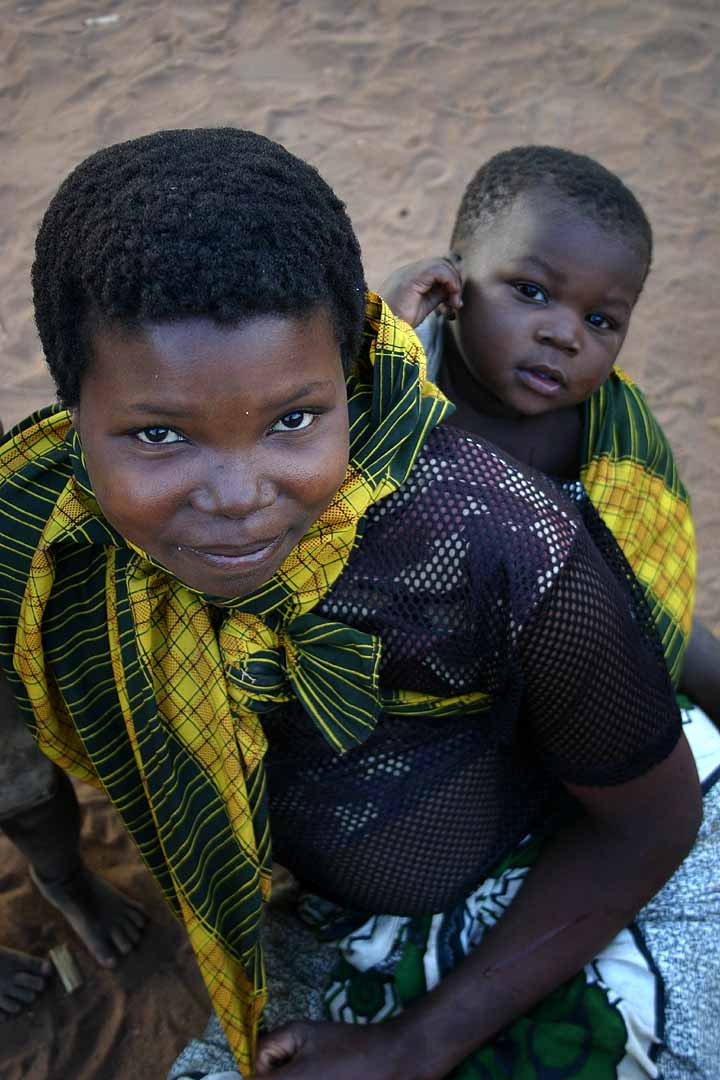
Kinderen zoeken de nabijheid van vaste verzorgers, waardoor ze zich veilig kunnen voelen.

Al in 1938 benadrukte Bowlby tijdens zijn toetredingsrede voor de British Psycho-Analytic Society dat een verbroken moeder-kindrelatie in de eerste drie jaar vaak leidt tot emotioneel teruggetrokken gedrag van het kind. Hij formuleerde in de jaren 40 en 50 zijn hechtingstheorie op basis van studies naar jeugddelinquenten en zijn werk op de school voor kinderen met afwijkend gedrag. Zijn vooronderstelling is dat kinderen genetisch 'geprogrammeerd' zijn om zorg te verkrijgen in de periode van kinderlijke hulpeloosheid. Dit doen zij door bijvoorbeeld te huilen of nabijheid van vaste verzorgers te zoeken. Volgens Bowlby hebben kinderen die gehechtheidsgedrag vertonen meer kans op overleving en dus op nakomelingen. In tegenstelling tot de destijds gangbare psychoanalytische theorie dat gehechtheidsgedrag is gericht op voeding, bevordert het de nabijheid tot de verzorger. Door die nabijheid voelt het kind zich veilig en kan het zijn omgeving gaan exploreren. Bowlby concludeerde dat een langdurig afwezige band tussen moeder en kind in de eerste drie levensjaren leidt tot een onomkeerbaar negatief effect op de geestelijke gezondheid van het kind.
Na hevige kritiek van onder andere Jan Hendrik van den Berg - de onderzochte kinderen waren niet alleen gescheiden van hun moeders, maar er speelden vele andere factoren een rol - gebruikte Bowlby ook observaties en overwegingen uit de cognitieve ontwikkelingstheorie, regelsysteemtheorie en vooral de ethologie (onder andere het werk van Niko Tinbergen en Konrad Lorenz). Zijn hoofdconclusie blijft wel staan. Bowlby erkende overigens dat ook andere opvoeders konden voorzien in een "moederlijke" zorg, hetgeen later werd bevestigd door andere onderzoekers. Bowlby's studente Mary Ainsworth ontwikkelde in de jaren 60 de vreemdesituatietest om diverse hechtingstypen van kinderen vast te stellen.
Bowlby's hechtingstheorie heeft geleerd dat het verstandig is om huilende baby's niet te laten huilen, maar te troosten. Door te huilen laten ze immers merken dat ze behoefte hebben aan de nabijheid van hun verzorgers. In de kinderopvang is de affectieve relatie tussen leidster en kind een essentieel aandachtspunt geworden. Ook verklaart de theorie dat ondervoede of mishandelde kinderen toch loyaal aan hun ouders blijven. Ze zijn namelijk wel aan hen gehecht, hoewel in het geval van mishandelde kinderen meestal niet veilig gehecht.
In het kader van zijn hechtingstheorie definieerde Bowlby ook de term environment of evolutionary adaptedness, de omgevingsfactoren waarin een bepaald gedrag evolutionair gezien tot stand is gekomen door middel van adaptaties onder druk van de natuurlijke selectie.